# چنتیلی (ویرجینیا)
چنتیلی (به انگلیسی: Chantilly) یک منطقهٔ مسکونی در ایالات متحده آمریکا است که در ویرجینیا واقع شده‌است. چنتیلی ۳۱٫۴۷ کیلومتر مربع مساحت و ۲۳٬۰۳۹ نفر جمعیت دارد و ۹۸٫۱۵ متر بالاتر از سطح دریا واقع شده‌است.